# 莊典
莊典（1466年—？），又作莊琠，字惇之，廣東潮州府揭陽縣人，民籍，明朝政治人物。

## 生平
弘治二年（1489年）己酉科廣東鄉試第二十三名舉人。弘治九年（1496年）中式丙辰科會試第一百一十一名，三甲第七名進士。任安福县知縣，后升任德府长史，因拒绝与朱宸濠借禄米，被陷害入狱，绝食去世。

## 家族
曾祖莊端集；祖父莊遜；父莊彧，母張氏。慈侍下。